# Hubertus (pivo)
Hubertus je značka českého piva, které se vyrábí v pivovaru Kácov.

## Druhy piva značky Hubertus
- Světlý ležák Prémium (vlajkové pivo pivovaru) - obsah alkoholu 4,7 % (lahvové, KEG sudy, plechovky)
- Světlý ležák Prémium nefiltrovaný - obsah alkoholu 4,7 % (KEG sudy, PET lahve)
- Světlý ležák Medium - obsah alkoholu 4,4 % (lahvové, KEG sudy)
- Světlý ležák Medium nefiltrovaný - obsah alkoholu 4,4 % (KEG sudy)
- Tmavý speciální ležák nefiltrovaný - obsah alkoholu 4,9 % (KEG sudy, PET lahve)
- Tři sestry - světlý ležák vytvořený pro kapelu Tři Sestry - obsah alkoholu 4,7 %
- Světlé pivo Výčepní - obsah alkoholu 3,7 % (lahvové, KEG sudy)
- Světlé pivo Výčepní nefiltrované - obsah alkoholu 3,7 % (PET lahve)
- L.P. 1457 hořký ležák - výroční ležák k 560 let založení pivovaru - obsah alkoholu 4,4 % (KEG sudy, PET lahve)
- Nealkoholické pivo - obsah alkoholu 0,5 %

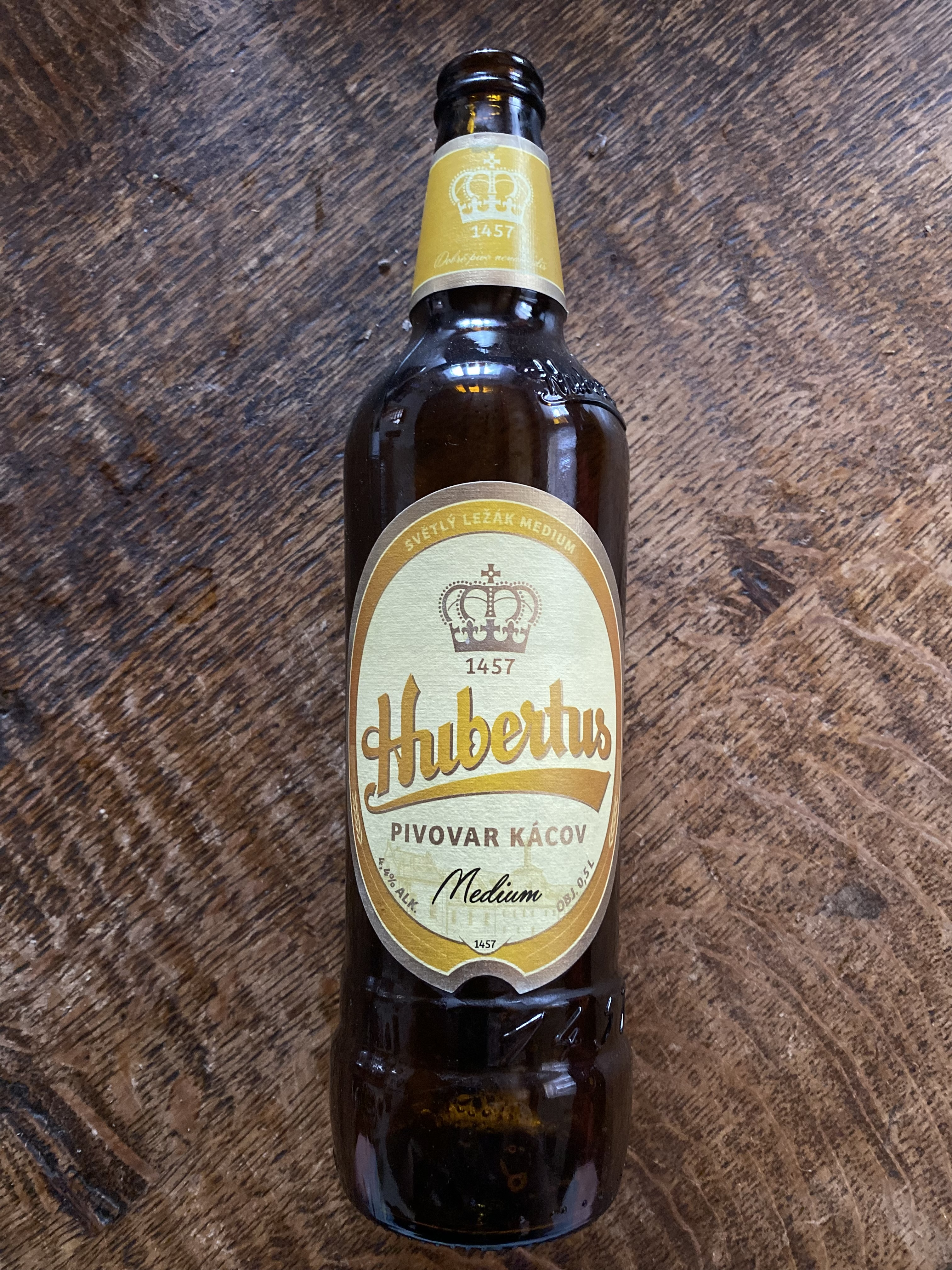
Hubertus Medium 11

## Ocenění
- 2009 – Zlatá pivní pečeť v kategorii Kvasnicové pivo
- 2011 – Zlatá pivní pečeť v kategorii Speciální pivo tmavé
- 2011 – Oslavanské pivní slavnosti – 3. místo
- 2011 – Prázdninové pivo roku – 3. místo
- 2011 – 14. místo ve Francouzské pivovarnické soutěži
- 2012 – Prázdninové pivo roku – 2. místo
- 2012 – Dámská pivní volba – 3. místo (vyhlášeno Českým svazem pivovarů a sladoven)
- 2014 – Stříbrná pivní pečeť v kategorii Světlé výčepní pivo
- 2014 – Stříbrná pivní pečeť v kategorii Tmavý ležák
- 2014 – Bronzová pivní pečeť v kategorii Kvasnicové pivo